# Sentiero blu nazionale
Il Sentiero blu nazionale (in ungherese Országos Kéktúra, OKT) è un sentiero escursionistico continuo e segnato in Ungheria, attraversando le parti settentrionali del paese, dal monte Írott-kő al confine con l'Austria al villaggio di Hollóháza a quello con la Slovacchia. L'itinerario passa per il lago Balaton e per la capitale Budapest; la sua lunghezza è di 1164 km. Iniziato nel 1938, non è solo il primo sentiero di lunga percorrenza in Ungheria, ma anche in Europa. Il Sentiero blu nazionale, il Sentiero blu del Transdanubio Meridionale Pál Rockenbauer e il Sentiero blu della Pianura formano insieme il Circolo blu nazionale, gestita dalla Federazione Ungherese Escursionismo. Il Sentiero blu nazionale fa anche parte del Sentiero europeo E4, portando dalla Spagna al Cipro.